# 裴柏碑馆
裴柏碑馆，位于山西省运城市闻喜县礼元镇裴柏村东30米，县城东北50华里，是中华人民共和国山西省文物保护单位之一。
裴柏村是历史上声名显赫的河东裴氏家族的发祥地。碑馆原为裴氏家祠或裴晋公祠，始建于唐贞观三年(629年)，原有前殿、后殿、状元坊、碑廊等，规模宏伟，今已不存。2006年，开发“中华宰相村”景区。裴柏碑馆内保存有裴氏碑刻数十通。

## 保护
1986年8月18日，裴柏碑馆公布为山西省文物保护单位，属于石刻及其它类，编号2-179。